# نافاس دي إيستينا (سيوداد ريال)
بلدية نافاس دي إيستينا (بالإسبانية: Navas de Estena)‏، هي إحدى بلديات مقاطعة سيوداد ريال إحدى مقاطعات إسبانيا، والتي تقع في منطقة قشتالة لا منتشا وسط إسبانيا.
يبلغ عدد سكانها 389 نسمة وفقاً لإحصائية سنة (2007).